# Hisarkaya, Bulancak
Hisarkaya là một xã thuộc huyện Bulancak, tỉnh Giresun, Thổ Nhĩ Kỳ. Dân số thời điểm năm 2011 là 335 người.